# Dipartimento di Gohitafla
Il dipartimento di Gohitafla è un dipartimento della Costa d'Avorio situato nella regione di Marahoué, distretto di Sassandra-Marahoué.
La popolazione censita nel 2021 era pari a 83.370 abitanti. 
Il dipartimento è suddiviso nelle sottoprefetture di Gohitafla, Iriéfla e Maminigui.